# Cinq majeur
Pour le mensuel consacré au basket-ball, voir 5 majeur (magazine).
 (novembre 2023).
Si vous disposez d'ouvrages ou d'articles de référence ou si vous connaissez des sites web de qualité traitant du thème abordé ici, merci de compléter l'article en donnant les références utiles à sa vérifiabilité et en les liant à la section « Notes et références ».
Le cinq majeur, ou cinq de base, est le nom donné aux cinq joueurs qui commencent un match de basket-ball. On dit d'un joueur qui est dans le cinq majeur qu'il est titularisé.
Le cinq majeur est traditionnellement composé :
- d'un meneur de jeu (point guard en anglais)
- d'un arrière (shooting guard en anglais)
- d'un ailier (small forward en anglais)
- d'un ailier fort (power forward en anglais)
- d'un pivot (center en anglais)

Schématiquement, ces cinq positions portent les numéros suivants :
- meneur = 1
- arrière = 2
- ailier = 3
- ailier fort = 4
- pivot = 5

Certaines équipes, en fonction des joueurs qu'elles ont à disposition, font parfois des variantes en titularisant par exemple un ailier supplémentaire à la place d'un pivot, pour jouer un basket plus rapide mais plus faible dans le secteur intérieur (le poste de pivot est plutôt réservé aux joueurs grands et massifs).